# Tallassee
Tallassee is een plaats (city) in de Amerikaanse staat Alabama, en valt bestuurlijk gezien onder Elmore County en Tallapoosa County.

## Demografie
Bij de volkstelling in 2000 werd het aantal inwoners vastgesteld op 4934.
In 2006 is het aantal inwoners door het United States Census Bureau geschat op 5072, een stijging van 138 (2.8%).

## Geografie
Volgens het United States Census Bureau beslaat de plaats een oppervlakte van
26,4 km², waarvan 25,0 km² land en 1,4 km² water. Tallassee ligt op ongeveer 177 m boven zeeniveau.

## Plaatsen in de nabije omgeving
De onderstaande figuur toont de plaatsen in een straal van 32 km rond Tallassee.